# Falaky Károly
Falaky Károly (Bőny, 1853. október 28. – Pusztavám, 1887. december 26.) magyar evangélikus lelkész.

## Élete
1868. szeptemberétől a pozsonyi líceumban teológiát tanult; 1884-ben Pusztavámon lelkésznek választották, ahol haláláig működött.
Amikor a pozsonyi evangélikus líceumban I. és II. éves teológushallgató volt, két emlékbeszédet tartott: Simko Vilmos felett (Pozsonyi ev. gymnasium Értesítője 1875.) és Szeberényi Lajos felett. (Pozsonyi ev. gymnasium Értesítője, 1876. és Figyelő II. 1877.)